# Sous-genre (biologie)
En classification scientifique des espèces, le sous-genre est un rang taxonomique situé entre le genre et l'espèce. Un sous-genre est donc un taxon subordonné à un genre, au sein duquel il regroupe des espèces présentant entre elles beaucoup de caractères communs, et qui occupent souvent des aires de répartition géographique proches. Tous les genres ne sont pas divisés en sous-genres.

## Syntaxe
Selon le code international de nomenclature zoologique (CINZ), un nom de sous-genre est uninominal, porte la majuscule, et est placé après le nom de genre, ou entre le nom de genre et l'épithète spécifique (nom d'espèce), et mis entre parenthèses (art. 6.1). On notera ainsi :
- Platyperona Rowe, 1969, le nom d'un sous-genre d'holothuries du genre Holothuria[2]
- Holothuria (Platyperona) lorsqu'on désigne un sous-genre dans le genre, ou
- Holothuria (Platyperona) difficilis Semper, 1868, lorsqu'on désigne une espèce dans son sous-genre.

Un terme entre parenthèses mais avec une minuscule désigne un complexe ou agrégat d'espèces, et non un sous-genre, comme dans O. (priamus) priamus (Linnaeus, 1758), qui désigne une espèce du groupe (super-espèce) Ornithoptera (superspecies priamus) (art 6.2 CINZ). 
En nomenclature botanique, le sous-genre est noté sans parenthèses, mais précédé de l'abréviation « subg. », comme dans 
- Solanum subg. Minon Raf.[3].

Par contre, le sous-genre ne doit pas être utilisé comme premier terme d'un nom scientifique binominal ou trinominal (dans le cas d'une sous-espèce) (art 4.2 du CINZ). Ainsi, on appellera 
- Holothuria difficilis et non pas *Platyperona difficilis une espèce du sous-genre Holothuria (Platyperona);
- Holothuria tubulosa, du sous-genre nominal Holothuria (Holothuria).

Comme les noms de genres et d'espèces, les noms de sous-genre s'écrivent en italiques.

## Sous-genre nominal
Lorsqu'un genre contient des sous-genres, on appelle « sous-genre nominal » le sous-genre qui contient l'espèce type du genre. Il porte alors le même nom que le nom de genre, et est réputé avoir été établi par le même auteur et à la même date. Par contre, on n'écrit qu'une fois le nom de l'autorité scientifique et la date de description. Ainsi on appellera 
- Holothuria (Holothuria) Linnaeus, 1767 le sous-genre nominal du genre Holothuria Linnaeus, 1767, même si le sous-genre a été établi postérieurement, en l’occurrence deux cents ans plus tard, en 1969, par Francis W. E. Rowe[4], car il contient l'espèce Holothuria tubulosa, l'espèce type du genre Holothuria.
- Rhododendron L. subg. Rhododendron le sous-genre de Rhododendron L. qui contient l'espèce type du genre, à savoir Rhododendron ferrugineum (art 22 du code de nomenclature botanique)[3].

## Autres rangs taxinomiques
Les rangs taxonomiques utilisés en systématique linnéenne pour indiquer la hiérarchie entre les taxons nommés dans la classification du monde vivant sont les suivants (par ordre décroissant) :
- Super-règne, Empire, Domaine (Superregnum, Imperium, Dominium)
- Règne (Regnum)
- Sous-règne (Subregnum)
- Rameau (Ramus, « branch » en anglais)
- Infra-règne (Infraregnum)
  - Super-embranchement, Super-division (Superphylum, Superdivisio)
  - Embranchement, Division (Phylum, Divisio)[6]
  - Sous-embranchement, Sous-division (Subphylum, Subdivisio)
  - Infra-embranchement (Infraphylum)
  - Micro-embranchement (Microphylum)
    - Super-classe (Superclassis)
    - Classe (Classis)
    - Sous-classe (Subclassis)
    - Infra-classe (Infraclassis)
      - Super-ordre (Superordo)
      - Ordre (Ordo)
      - Sous-ordre (Subordo)
      - Infra-ordre (Infraordo)
      - Micro-ordre (Microordo)
        - Super-famille (Superfamilia)
        - Famille (Familia)
        - Sous-famille (Subfamilia)
        - Super-tribu (Supertribus)
        - Tribu (Tribus)
        - Sous-tribu (Subtribus)
          - Genre (Genus)
          - Sous-genre (Subgenus)
          - Section (Sectio)
          - Sous-section (Subsectio)
            - Espèce (Species)
            - Sous-espèce (subspecies) – dernier rang zoologique officiel[7]
            - Variété (varietas) – race étant un rang zoologique informel[7]
            - Sous-variété (subvarietas) – sous-race étant un rang zoologique informel[7]
            - Forme (forma) dernier rang en mycologie – forme étant un rang zoologique informel
            - Sous-forme (subforma)